# Madobi (Niger)
Madobi ist ein Dorf in der Landgemeinde Gazaoua in Niger.

## Geographie
Das von einem traditionellen Ortsvorsteher (chef traditionnel) geleitete Dorf befindet sich rund zehn Kilometer nordöstlich des Hauptorts Gazaoua der gleichnamigen Landgemeinde und des gleichnamigen Departements Gazaoua, das zur Region Maradi gehört. Zu den Siedlungen in der näheren Umgebung von Madobi zählen Koona im Südosten und Maïfarou im Südwesten.
Madobi ist Teil der Übergangszone zwischen Sahel und Sudan. Die durchschnittliche jährliche Niederschlagsmenge beträgt hier zwischen 400 und 500 mm. Beim Dorf gibt es bedeutende natürliche Bestände von Palmengewächsen, darunter Doumpalmen.

## Bevölkerung
Bei der Volkszählung 2012 hatte Madobi 2070 Einwohner, die in 320 Haushalten lebten. Bei der Volkszählung 2001 betrug die Einwohnerzahl 1933 in 268 Haushalten und bei der Volkszählung 1988 belief sich die Einwohnerzahl auf 1536 in 226 Haushalten.
Die Bevölkerungsdichte in diesem Gebiet ist für nigrische Verhältnisse hoch. In Madobi wird die Sprache Hausa gesprochen.

## Wirtschaft und Infrastruktur
Der Markt von Madobi wurde nach 1960, dem Jahr der staatlichen Unabhängigkeit Nigers, etabliert. Er ist bedeutend für den Zwischenhandel von landwirtschaftlichen Erzeugnissen und Vieh. Darin ist er vergleichbar mit den Märkten im Hauptort Gazaoua sowie in Baoudetta, Koona und Maïjirgui. Hier werden die auf Lokalmärkten wie jenem in Toki erworbenen Waren weiter in die Märkte der Großstädte Agadez, Arlit und Niamey verkauft. Das Gebiet der Ebenen im südlichen Teil der Region Maradi, in dem Madobi liegt, ist von einer anhaltenden Degradation der ackerbaulichen Flächen gekennzeichnet, die mit der hohen Bevölkerungsdichte in Zusammenhang steht.
Mit einem Centre de Santé Intégré (CSI) ist ein Gesundheitszentrum im Dorf vorhanden. Der CEG Madobi ist eine Schule der Sekundarstufe des Typs Collège d’Enseignement Général.

## Persönlichkeiten
- Yahouza Sadissou (* 1966), Journalist und Politiker